# Bonifacio Manzano
Bonifacio Manzano Vega (Burgos, 5 de junio de 1807 - Riaza, 26 de julio de 1872) fue un organista, compositor y maestro de capilla español.

## Vida
Bonifacio Manzano Vega nació en Burgos el 5 de junio de 1807. Se formó musicalmente como infante de coro en la Catedral de Burgos, en cuyo colegio estudió Solfeo y Composición bajo la batuta de Gregorio Yudego.
En 1825 opositó al cargo de organista segundo de la Catedral de El Burgo de Osma, que consiguió con éxito frente a tres candidatos. Ganó por nueve votos de once en la decisión del cabildo. Solo permaneció un año, hasta el 23 de agosto de 1826, cuando solicitó permiso para presentarse a las oposiciones de organista primero en la Catedral de Segovia. Ganó la plaza y en esta ocasión permaneció en el cargo hasta 1830. Finalmente consiguió el cargo sin oposiciones, por lo que su paso por Segovia como organista no aparece en las actas capitulares.
Con solo 23 años, en 1830, ganó las oposiciones al magisterio de la Catedral de León, ganando a otros dos candidatos. El jurado, dirigido por el maestro Doyagüe, le dio por ganador y Manzano ocupó la plaza hasta 1834.
En 1832 fallecía el maestro Plácido García Argudo de la Catedral de Burgos, por lo que se organizaron oposiciones para ocupar la vacante del magisterio. Se presentaron ocho candidatos, entre los que se contaba Manzano. Tras una reñida competición, en la que Manzano consiguió solo dos votos, el cabildo se decidió por Juan Navasa, que renunció al cargo poco después. Finalmente el cargo fue para Francisco Reyero. En 1833 lo intentaba sin éxito de nuevo en la Catedral de Oviedo, donde se presentaban solo tres candidatos. No fue elegido, pero consiguió dos votos a su favor, frente a los trece del ganador, Juan Bros.

### Magisterio en Segovia
El maestro Manuel Laguía había dejado su cargo en la Catedral de Segovia en 1831. El cabildo segoviano había intentado cubrir la vacante en varias ocasiones, sin éxito, y el 6 de junio de 1834 consideraron un ofrecimiento de Manzano para ocupar el cargo. El cabildo preguntó por las razones del interés por el cambio y se respondió que era por razones de salud; el riguroso clima de León no convenía al maestro. El cabildo decidió ofrecerle el cargo por media ración más 200 ducados de aumento, que fue aceptada por Manzano en julio de 1834. Permaneció más de 35 años en el magisterio de Segovia como «prebendado medio racionero músico» en una época difícil por la transformación económica y administrativa de las catedrales españolas, que pasaron del antiguo régimen al concordato.
La mayoría de la información que ha llegado son las dificultades económicas del maestro. En septiembre de 1837 solicitaba una capellanía en sustitución de los 150 ducados que recibía por la enseñanza de los mozos del coro, que no podía cobrar. En julio de 1842 solicitó que se le permutase la media ración que tenía por su oficio por otra de las vacantes y en noviembre de ese mismo año fue desposeído de su capellanía, como exigía la nueva ley, y solicitó los 150 ducados por la enseñanza de los mozos, lo que le fue concedido. Aquí se ve que el maestro continuó la enseñanza de los infantes del coro a pesar de que durante años no cobró por el trabajo. Antonio Hidalgo fue uno de los discípulos de Manzano.
El 8 de febrero de 1871, con el apoyo del cabildo, Manzano solicitó su jubilación, justificándolo con más de cuarenta años de trabajo. El cabildo se la concedió, pero con la condición de que mantuviese sus obligaciones en el magisterio:

[...] tiene derecho a que el Cabildo le conceda su jubilación, si bien siempre con el cargo anexo a su prebenda de dirigir la orquesta, componer la música necesaria, enseñar a los niños y demás que le corresponde, porque su oficio nunca muere ni jubila, por lo que en caso de imposibilidad es de su obligación poner a sus expensas persona idónea que, previa aprobación del Cabildo, desempeñe sus cargos [...]

Bonifacio Manzano Vega fallecería en Riaza, en la provincia de Segovia, el 26 de julio de 1872.

## Obra
Hubo otros compositores de apellido «Manzano», como el capellán Blas Manzano, organista suplente de la Colegiata de Olivares o un A. Manzano de Valladolid, sin cronología, lo que complica considerablemente la atribución de las composiciones. De hecho, las obras de un «Manzano» conservadas en Salamanca (1792, 1795, 1798 y 1799) y Zaragoza (1799) no pueden ser de Bonifacio Manzano en ningún caso por ser anteriores a su nacimiento.
La enorme cantidad de composiciones de este maestro ha sido ignorada en gran medida por la musicología de finales del siglo XIX y principios del XX, y resulta prácticamente desconocida a principios del siglo XXI. El hecho posiblemente sea consecuencia de que, a pesar de que su música fue muy apreciada durante su vida, pronto recibió la crítica desfavorable de  los críticos, como Pedrell y Otaño.
De entre su numerosísimas composiciones que se han conservado, en su mayoría en la Catedral de Segovia, se cuentan siete misas, entre las que destaca Cuatro misas que compuso en colaboración con José Ángel Martinchique; ocho magníficats; antífonas, himnos, lamentaciones, salmos, todas en latín. Escribió también numerosas obras en español, como recitadas, arias, villancicos y otras.